# Coffee Talk
Coffee Talk est un visual novel développé par le studio indépendant indonésien Toge Productions, sorti le 29 janvier 2020 sur Microsoft Windows, macOS, Nintendo Switch, PlayStation 4 et Xbox One. Le jeu est sorti au Japon pour Nintendo Switch un jour plus tard, le 30 janvier 2020. Le jeu suit l'histoire d'un barista travaillant dans un café dans la ville de Seattle version fantastique, il écoute les préoccupations des clients et prépare des boissons. Le jeu présente une esthétique inspirée de l'anime des années 90, du pixel art et du genre de musique chillhop.
Une suite nommée Coffee Talk Episode 2: Hibiscus & Butterfly devrait sortir en 2023.

## Trame
Le jeu suit un barista qui est le propriétaire et le seul employé de Coffee Talk, le café éponyme, situé à Seattle, Washington, dans une version fantastique du monde réel peuplé d'une grande variété de créatures fantastiques, comme les elfes, des orcs ou des sirènes. Divers membres de ces races servent de patrons de la boutique. L'intrigue du jeu dure deux semaines, chaque jour agissant comme une vignette dans laquelle divers personnages visitent le café et discutent de leurs préoccupations avec le barista et entre eux. Les personnages du jeu incluent Freya, une fée et journaliste de The Evening Whispers et une écrivaine de fiction en herbe; Jorji, un policier local qui visite régulièrement le café ; Rachel, ancienne membre d'un groupe de filles qui essaie de démarrer une carrière de musicienne solo; Hendry, le père de Rachel et ancien grand nom de l'industrie musicale qui veut protéger sa fille ; Neil, un extraterrestre visitant la Terre avec pour mission de se reproduire avec ses habitants ; Hyde, un vampire immortel qui travaille comme modèle et ancien employeur de ; Gala, loup-garou et vétéran qui a travaillé comme garde du corps pour Hyde et essaie maintenant de se soigner en soignant les autres; Myrtle, un orc travaillant sur le jeu de fiction "Full Metal Panic" et très orienté vers le travail ; Aqua, une fille pieuvre extrêmement timide mais extrêmement passionnée par l'avancement de la technologie, développeuse de jeux indépendants, adore la série "Full Metal Panic" ; et un jeune couple composé de Lua, un succube, et de Baileys, un elfe, dont leurs familles n'approuvent pas leur relation en raison de leurs différences raciales,.

## Système de jeu
Coffee Talk est un visual novel et, en tant que tel, son gameplay consiste principalement à lire des dialogues. Ce dialogue est périodiquement interrompu par un mini-jeu dans lequel le joueur prépare diverses boissons en utilisant des ingrédients pour le café. Certaines boissons donnent au joueur la possibilité de créer du latte art. Les boissons préparées par le joueur peuvent avoir un effet sur les événements de l'intrigue du jeu, ce mini-jeu sert donc de principal moyen d'interaction pour le joueur. Le personnage du joueur peut accéder à tout moment à son smartphone afin de consulter les profils de médias sociaux des personnages du jeu, de référencer une liste de recettes de boissons connues, de lire une courte fiction publiée dans le journal fictif du jeu et de changer la musique.

## Développement
Coffee Talk a été développé par Toge Productions. Selon Lasheli Dwitri, responsable des relations publiques du studio indépendant, l'objectif de Coffee Talk était de créer un média où les gens peuvent être à l'aise, comme s'asseoir dans un café confortable tout en sirotant une tasse de café.
L'émission de télévision japonaise Midnight Diner a été la plus grande influence pour Coffee Talk . L'histoire tourne autour d'un chef dans un restaurant qui n'ouvre qu'à minuit et de son implication dans la vie des clients.
Pour créer un "sentiment d'appartenance" avec des joueurs du monde entier, le jeu propose diverses boissons réelles, telles que le masala chai d'Inde, le teh tarik de Malaisie et le shai Adeni du Yémen. Dans Coffee Talk, aux côtés des humains, des races fantastiques telles que les elfes, les succubes, les orcs, les vampires et les loups-garous existent. L'une des raisons pour lesquelles ils ont été ajoutés était de représenter des expériences de la vie réelle. Bien qu'il s'agisse de personnages fantastiques, le studio a essayé de rendre les conflits du jeu aussi réalistes que possible.
Mohammad Fahmi, le principal créateur et développeur de Coffee Talk, est décédé en mars 2022 à 32 ans.

## Accueil
Coffee Talk a reçu des critiques « mitigées ou moyennes » et « généralement positives », selon l'agrégateur de critiques Metacritic,,,.

## Suite
Une suite, Coffee Talk Episode 2: Hibiscus & Butterfly, a été annoncée le 31 août 2021. Le jeu est prévu de sortir en 2023 sur Microsoft Windows, Nintendo Switch, PlayStation 4 et Xbox One. Une démo est sortie le 17 janvier 2022.